# Izsušitev
Izsušitev ali dehidracija pomeni pomanjkanje vode v telesu. Obstajajo tri poglavitne vrste izsušitve: 
- izotonična izsušitev (enakomerna izguba vode in elektrolitov, zato ostane zunajcelična tekočina izotonična);
- hipertonična izsušitev (izguba vode z manjšo količino elektrolitov, zato postane zunajcelična tekočina hipertonična) in
- hipotonična izsušitev (izguba vode s povečano količino elektrolitov, zato postane zunajcelična tekočina hipotonična).[2]

## Vzroki
Pri ljudeh lahko povzročijo izsušitev različne bolezni in stanja, ki prizadenejo homeostazo vode v telesu:
- Zunanji vzroki (v okolici):
  - daljša telesna dejavnost z znojenjem in brez uživanja dovoljšnjih količin vode (zlasti v toplem in suhem okolju)
  - daljša izpostavljenost suhemu zraku (npr. v letalih)

- Telesni vzroki:
  - krvavitev ali hipotenzija zaradi poškodbe
  - driska
  - vročina
  - hipovolemični šok
  - bruhanje
  - opekline
  - solzenje
  - uporaba metamfetamina, amfetamina, kofeina in drugih poživil
  - prekomerno uživanje alkoholnih pijač

- Okužbe:
  - kolera
  - gastroenteritis
  - šigeloza
  - rumena mrzlica

- Prehranske motnje:
  - motnje elektrolitov
    - hipernatremija
    - hiponatremija, zlasti pri dietah z omejenim vnosom NaCl

  - postenje
  - težave s požiranjem (npr. zapora požiralnika)

- Drugi vzroki:
  - huda hiperglikemija, zlasti pri sladkorni bolezni
    - glikozurija
    - uremija

## Simptomi
Simptomi lahko vključujejo glavobol (podoben kot pri mačku), mišične krče, motnje vida, znižan krvni tlak, omotico ali omedlevico po postavitvi v pokončen položaj (zaradi ortostatske hipotenzije). Nezdravljena izsušitev vodi običajno v delirij, nezavest, zatekanje jezika in v skrajnem primeru v smrt.
Simptomi navadno postanejo zaznavni, ko človek izgubi več kot 2 % vode. Na začetku se pojavita žeja in nelagodnost, lahko pride tudi do zmanjšanja apetita ter do pojava suhe kože. Sledi lahko tudi zaprtje. 
Blaga izsušitev se lahko kaže tudi v zmanjšanju volumna seča, nenormalno temno obarvanem seču, utrujenosti, razdraženosti, suhih ustih, izostanku solz med jokom in v nekaterih primerih tudi v nespečnosti. Krvni testi lahko pokažejo na hiperalbuminemija.
Pri zmerni do hudi izsušitvi lahko izločanje seča povsem preneha. Pojavijo se lahko letargija, skrajna zaspanost, krči, omedlevica, upadle mečave pri dojenčkih ter udrte oči.
Večja je izguba vode hujši so tudi simptomi. Zaradi zmanjšanega volumna krvne plazme in znižanega krvnega tlaka se pospešita srčni utrip in dihanje, telesna temperatura pa lahko zaradi zmanjšanega znojenja naraste. 
Izguba več kot 15 % telesne vode je po navadi smrtna.

## Zdravljenje
Najbolj primerna oblika zdravljenja blage izsušitve je pitje tekočine in preprečitev dejavnikov, ki so izgube vode povzročili. Na mesto vode se priporočajo rehidracijski napitki, ki vsebujejo tudi sladkor in elektrolite.
Pri hujši izsušitvi tekočino nadomeščamo z raztopinami za peroralno rehidracijo ali pa rehidracijsko raztopino apliciramo intravensko.